# Nyängestjärnarna (Sorsele socken, Lappland, 723581-160401)
Nyängestjärnarna är en sjö i Sorsele kommun i Lappland och ingår i Umeälvens huvudavrinningsområde. Nyängestjärnarna ligger i Vindelälven Natura 2000-område.